# Science-Fiction-Jahr 1963
Übersicht

◄◄ | ◄ | 1959 | 1960 | 1961 | 1962 | Science-Fiction-Jahr 1963 | 1964 | 1965 | 1966 | 1967 | ► | ►►

Weitere Ereignisse